# 1915年のスポーツ

## 総合競技大会
- 第2回極東選手権競技大会（上海・5月15日～22日）

## アイスホッケー
- スタンレー・カップ：バンクーバー・ミリオネアズ (PCHA) （3勝0敗） オタワ・セネターズ (NHA)

## 大相撲
優勝掲額者
- 春（1月15日初日）:西大関 鳳谷五郎（10戦全勝）
- 夏（6月4日初日）:西横綱 太刀山峯右エ門（10戦全勝）

優勝旗手
- 春:東前頭12枚目 大錦卯一郎 8勝1敗1休
- 夏:東小結 大錦卯一郎 9勝1敗

## ゴルフ

### 世界4大大会（男子）
- 全米オープン優勝者：ジェローム・トラバース（アメリカ）

全米プロゴルフ選手権が始まるのは、翌1916年からである。全英オープンは第1次世界大戦のため中止された。

## テニス

### グランドスラム
- 全豪選手権　男子単優勝：ゴードン・ロウ（イギリス）
- 全米選手権　男子単優勝：ビル・ジョンストン（アメリカ）、女子単優勝：モーラ・ビュルステット（ノルウェー）

全豪選手権はこの年まで大会開催があったが、全仏選手権とウィンブルドン選手権は第1次世界大戦のため中止された。全米女子優勝者のモーラ・ビュルステットは、1912年ストックホルム五輪のノルウェー代表選手であったが、この年に仕事で渡米した。

## 野球

### 日本

#### 大学野球
三大学リーグ
- 春 - 順位は早、明、慶。

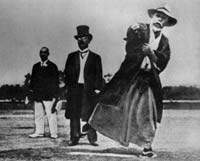
第1回中等野球大会の始球式（豊中球場）

- 秋 - 明大野球部の不祥事によりリーグ戦は行われなかった。
  - 法政大学野球部発足。早法戦始まる[1]。

#### 中等野球
- 第1回全国中等学校優勝野球大会決勝（豊中グラウンド・8月22日）
京都二中（京都府） 2-1 秋田中（秋田県）

### アメリカ大リーグ
- ワールドシリーズ
ボストン・レッドソックス（ア・リーグ） （4勝1敗） フィラデルフィア・フィリーズ（ナ・リーグ）
- フェデラル・リーグ解体
フェデラル・リーグ優勝：シカゴ・ホエールズ

## 誕生
- 1月13日 - 中野文照（岐阜県、テニス、+1989年）
- 1月20日 - 遊佐正憲（香川県、水泳、+1975年）
- 2月1日 - スタンリー・マシューズ（イングランド、サッカー、+2000年）
- 2月25日 - ロイ・ウェザリー（アメリカ、野球、+1991年）
- 3月22日 - 濃人渉（広島県、野球、+1990年）
- 3月30日 - アルセニオ・エリコ（パラグアイ、サッカー、+1977年）
- 5月1日 - アーチー・ウィリアムズ（アメリカ、陸上競技、+1993年）
- 5月15日 - 牧野正蔵（静岡県、水泳、+1987年）
- 6月13日 - ドン・バッジ（アメリカ、テニス、+2000年）
- 7月20日 - 景浦將（愛媛県、野球、+1945年）
- 9月8日 - 林月雲（台湾、陸上競技、+1992年）
- 9月16日 - 井上清次（神奈川県、ゴルフ、+1992年）
- 9月17日 - 中村寅吉（神奈川県、ゴルフ、+2008年）
- 11月19日 - アニタ・リザナ（チリ、テニス、+1994年）
- 12月12日 - 小池礼三（静岡県、水泳、+1998年）

## 死去
- 3月13日 - ウィンダム・ハルスウェル（イギリス、陸上競技、*1882年）
- 5月9日 - アンソニー・ワイルディング（ニュージーランド、テニス、*1883年）
- 5月9日 - フランソワ・ファベール（ルクセンブルク、自転車競技、*1887年）
- 9月9日 - アルバート・スポルディング（アメリカ、野球、*1850年）